# Carolinaia corazonensis
Carolinaia corazonensis är en insektsart som beskrevs av Remaudière, G. och Muñoz Viveros 1993. Carolinaia corazonensis ingår i släktet Carolinaia och familjen långrörsbladlöss. Inga underarter finns listade i Catalogue of Life.